# Абдулла Хан I
Наваб Сайид Абдулла Хан I, также известный как Сайид Миан I (годы рождения и смерти неизвестны) — могольский государственный и военный деятель, отец Сайида Хасана Али Хана и Сайида Хуссейна Али Хана, двух знаменитых братьев Сайидов.
Сайид Миан, был верным солдатом Аурангзеба, он прославился как командир во время осады Биджапура за планирование траншей и руководство штурмами во время осады Биджапура. Благодаря своим заслугам он был назначен первым могольским субадаром (губернатором) Биджапура.

## Происхождение
Абдулла Хан был членом династии Барха. Значение имени Барха неясно. Хотя некоторые утверждают, что оно происходит от слова «бахир», означающего «посторонний», относящегося к предпочтению членов династии Барха жить за пределами Дели. Другие, такие как император Джахангир, считали, что оно произошло от хинди слова «барха», что означает «двенадцать». Имеется в виду двенадцать городов, которые члены династии получили в качестве феодов от султана Мухаммеда Гура, когда они впервые прибыли в Индию.
Династия происходит по мужской линии от четвертого халифа Али через его младшего сына Хусейна, который женился на Шахр Бану, дочери сасанидского императора Персии Йездегарда III. Из-за статуса Али как Аднанита, династия может вести свою родословную от Авраама через его старшего сына Измаила.
В Аравии предки Абдуллы хана принимали участие во многих восстаниях против власти Аббасидов. Один из предков, Иса бин Зайд, восстал против халифа Аль Махди и в результате был отравлен этим халифом в возрасте 45 лет. Впоследствии династия подверглась жестоким преследованиям со стороны правительства Аббасидов, и в конечном итоге основатель династии Барха Абуль Фарах Аль-Васити бежал из Медины в Васит, а оттуда в империю Газневидов. Его четверо сыновей поступили на военную службу к султану Мухаммеду Гуру и получили двенадцать феодальных владений в Пенджабе, входившем тогда в состав империи Гуридов качестве награды за их службу. Таким образом, династия быстро утвердилась как военная знать в Древней Индии, статус, который они имели при нескольких разных империях. Они имели особенно высокий статус при Делийском султанате. Когда вождю Барха, который также был диваном империи, было предоставлено поместье Сахаранпур из-за его отношений с императорской семьей. Они также занимали особенно видное положение при правлении Сура, в конечном итоге перебежав в последние дни правления Сикандера Сура из империи Сурк императору Акбару из династии Великих Моголов Империя в ходе осады Манкота.
Династия Барха сохраняет уникальный статус единственной династии, участвовавшей во всех трех битвах при Панипате, эпохальных сражениях, которые сформировали историю Индии. Под командованием династии Лоди в Первой битве при Панипате. Во Второй битве при Панипате они одержали победу под командованием Байрам-хана, и, наконец, в Третьей битве при Панипате сыновья Наваба Али Мухаммад-хана Рохиллы сражались вместе с Ахмедом шахом Абдали против маратхов.
Ко времени правления императора Аурангзеба династия прочно считалась «Старой знатью» и обладала уникальным статусом владения главными королевствами Аджмер и Дахин. Королевства обычно зарезервированы для правления членов Императорской семьи.
Он утверждал, что принадлежит к семье Сайидов или потомков Пророка Мухаммеда через свою дочь Фатиму и зятя и двоюродного брата Али, которые принадлежали к клану Бану Хашим племени Курайшитов.

## Биография
Абдулла Хан Барха участвовал в войне за престолонаследие между Аурангзебом и его братом Дарой Шукохом на стороне последнего. После поражения Дары император Аурангзеб помиловал Абдулла-хана и позволил ему продолжить военную службу в верности ему.
Абдулла хан прославился во время осады Биджапура, а затем стал первым могольским субадаром Биджапура. Позже он стал субадаром Аджмера и получил титул «Сайид Миан» от императора Аурангзеба. Его сыновья Хасан Али Хан и Хусейн Али Хан служили у императорского принца Азим-уш-Шана, сына императорского принца Муаззама, после того, как помог Муаззаму взойти на трон Дели под тронным именем — Бахадур-шах I. Новый император наградил храбрость братьев за их службу в битве при Агре в 1707 году, подарив им должности субадаров Аллахбада и Патны.